# Flat Rock Wildlife Sanctuary
Das Flat Rock Wildlife Sanctuary ist ein 326 Acres (1,3 km²) umfassendes Schutzgebiet bei Fitchburg im Bundesstaat Massachusetts der Vereinigten Staaten. Es wird von der Massachusetts Audubon Society verwaltet.

## Schutzgebiet
Das nur wenige Autominuten vom Stadtzentrum Fitchburgs entfernt gelegene Schutzgebiet ist ein beliebtes Naherholungsgebiet und bietet einen Lebensraum für Tiere, die vergleichsweise große Reviere benötigen. Dazu zählen beispielsweise Fischermarder, Kojoten und Füchse, aber auch Luchse und Schwarzbären kommen hier vor. Besuchern stehen insgesamt 6 mi (9,7 km) Wanderwege zur Verfügung. Unmittelbar angrenzend befinden sich weitere Schutzgebiete des North County Land Trust und des Fitchburg Water Department.